# Die Operation
Die Operation (Originaltitel: Ethics) ist die 16. Folge der fünften Staffel der US-amerikanischen Science-Fiction-Fernsehserie Raumschiff Enterprise – Das nächste Jahrhundert. Sie wurde in den Vereinigten Staaten über Syndication vermarktet und erstmals am 2. März 1992 auf verschiedenen Fernsehsendern ausgestrahlt. In Deutschland war sie zum ersten Mal am 25. April 1994 in einer synchronisierten Fassung auf Sat.1 zu sehen.

## Handlung
Im Jahr 2368 bei Sternzeit 45587.3 führen Chefingenieur La Forge und Sicherheitschef Worf in einem Frachtraum der Enterprise eine Untersuchung durch, da sie von hier merkwürdige Messwerte erhalten haben. Der Grund hierfür ist ein undichter Behälter, was die beiden aber zu spät bemerken. Der Behälter gibt schließlich nach und ein zweiter, auf ihm stehender, fällt direkt auf Worf und bricht ihm das Rückgrat. Schiffsärztin Beverly Crusher kann ihm zwar das Leben retten, doch es scheint, als müsse Worf für immer gelähmt bleiben.
Die Enterprise trifft sich mit der USS Potemkin. Von dort kommt die Neurologin Toby Russell an Bord, die als Koryphäe in ihrem Fachbereich gilt. Für sie bietet sich hier eine einmalige Forschungsmöglichkeit. Worf ist Klingone und da sein Volk äußerst kriegerisch geprägt ist, lässt man dort Gelähmte einfach sterben, statt sie medizinisch zu versorgen. Russell hofft, hier medizinisches Neuland betreten zu können. Worf hat allerdings keine Hoffnung und bittet den ersten Offizier Riker, ihm bei der in solchen Fällen üblichen Zeremonie des „Hegh'bat“ zu assistieren. Er soll ihm einen Dolch bringen, mit dem Worf rituellen Selbstmord begehen will. Dies würde für ihn einen ehrenvollen Tod bedeuten und er müsste niemandem zur Last fallen. Riker lehnt allerdings entschieden ab, einem Freund beim Selbstmord zu helfen.
Schiffsärztin Beverly Crusher möchte Worf mit Geräten vertraut machen, die elektrische Impulse an seine Beinmuskeln leiten. Diese würden ihm aber nur einen Teil seiner früheren Mobilität zurückgeben, weshalb Worf ihre Benutzung ablehnt. Dr. Russell weckt neue Hoffnungen in ihm, als sie ihm eine experimentelle Methode vorschlägt, mit der sie ihm ein komplett neues Rückgrat einsetzen will. Worf könnte dadurch sein gewohntes Leben zurückbekommen. Dr. Crusher ist verärgert, denn in einem Vorgespräch hatten sie und Dr. Russell diese Möglichkeit bereits verworfen, da sie noch nicht ausgereift ist und die Überlebenschancen zu gering sind.
Zunächst müssen sich die beiden Ärztinnen aber um einen Notfall kümmern. Die USS Denver wurde von einer Mine getroffen und benötigt Hilfe bei der Versorgung von zahlreichen Verletzten. Dr. Crusher bemerkt, dass einer von Dr. Russells Patienten verstorben ist. Sie hat an ihm ein experimentelles Medikament erprobt, obwohl eine Standardbehandlung ihn vielleicht hätte retten können. Dr. Crusher untersagt ihr daraufhin jegliche weiteren Behandlungen an Bord der Enterprise.
In Worf ist inzwischen die zarte Hoffnung geweckt, dass er in sein früheres Leben zurückkehren könnte. Er empfängt sogar kurz seinen Sohn Alexander, dem er zuvor noch ersparen wollte, seinen Vater im gelähmten Zustand zu sehen. Er bespricht die Situation mit ihm und trägt dabei Dr. Crushers Geräte. Als er jedoch die Kontrolle verliert, schickt er Alexander sofort aus dem Raum und seine Hoffnung verfliegt.
Captain Picard bittet Dr. Crusher, Dr. Russell ihren Eingriff durchführen zu lassen, denn nur damit hätte Worf eine Chance zum Weiterleben. Ihm bliebe ansonsten nur der Selbstmord, denn ein Leben mit Einschränkungen würde er aus kulturellen Gründen niemals akzeptieren. Worf hat ein erneutes Gespräch mit Riker. Der hat sich genauer über das „Hegh'bat“ informiert und festgestellt, dass er Worf dabei gar nicht helfen kann, sondern dies Aufgabe eines Familienmitglieds ist. Es käme also nur Alexander in Frage, doch Worf will ihm diese schwere Aufgabe unmöglich zumuten. So nimmt er schließlich von seinem Selbstmordplan Abstand und willigt ein, sich Dr. Russells Eingriff zu unterziehen. Für den Fall, dass er nicht überleben sollte, bittet er Counselor Deanna Troi, sich um Alexander zu kümmern.
Die Operation beginnt und zunächst scheint alles nach Plan zu verlaufen. Doch zum Ende hin kommt es zu Komplikationen. Worf verstirbt und kann nicht wiederbelebt werden. Während Dr. Crusher Alexander bereits die traurige Nachricht überbringt, wird jedoch plötzlich wieder Nervenaktivität gemessen. Seine extrem widerstandsfähige klingonische Anatomie, bei der alle Organe doppelt vorhanden sind, hat ihm das Leben gerettet. Seine Beweglichkeit ist noch etwas eingeschränkt, doch er willigt in eine Therapie ein, um sie vollständig zurückzuerlangen und er verspricht Alexander, diesen Weg mit ihm gemeinsam zu gehen.

## Verbindungen zu anderen Star-Trek-Produktionen
In Die Operation wird auf Ereignisse aus mehreren früheren Folgen von Raumschiff Enterprise – Das nächste Jahrhundert Bezug genommen:
- Dr. Russell erwähnt einen Aufsatz von Dr. Crusher über kybernetische Regeneration. Zu diesem Thema hatte Crusher in Folge 1.15 (11001001) geforscht.
- Riker erwähnt gegenüber Worf den Tod von Tasha Yar in Folge 1.23 (Die schwarze Seele) und von Marla Aster in Folge 3.05 (Mutterliebe).

Einige Elemente aus dieser Folge wurden in späteren Star-Trek-Produktionen wieder aufgegriffen:
- Die Folge 7.11 (Parallelen) von Raumschiff Enterprise – Das nächste Jahrhundert aus dem Jahr 1993 nimmt zweifach Bezug auf Die Operation. Hier reist Worf (zunächst unwissend) durch parallele Realitäten, die immer stärker von seiner eigenen abweichen. Zu Anfang kommt er gegenüber Troi erneut auf seine Bitte aus Die Operation zurück und fragt sie, ob sie Alexanders „Soh-chIm“ (eine Art Patentante) werden möchte. In einer anderen Realität haben die Ereignisse aus Die Operation dazu geführt, dass Worf und Troi ein Liebespaar geworden sind.
- In Folge 4.15 (Die Söhne von Mogh) von Star Trek: Deep Space Nine aus dem Jahr 1996 bittet Worfs Bruder Kurn ihn, ihm beim „Mauk-to'Vor“, eine dem „Hegh'bat“ ähnliche Form der rituellen Selbsttötung, zu helfen.
- In Folge 7.07 (Der Dahar-Meister) von Star Trek: Deep Space Nine aus dem Jahr 1998 bittet Kor Worf, ihm dabei zu helfen, in einer letzten glorreichen Schlacht den Tod zu finden. Er verwendet dabei die gleichen Worte, die Worf in Die Operation an Riker richtet.
- Das „Hegh'bat“ ist in Folge 2.08 (Ich, Excretus) der animierten Serie Star Trek: Lower Decks von 2021 Bestandteil eines Holodeck-Programms.

## Produktion

### Drehbuch
Diese Folge sollte die Themen Behinderung und Sterbehilfe beleuchten. Ronald D. Moore tat sich recht schwer mit dem Drehbuch, da ihm die exzessive Verwendung von medizinischer Fachsprache nicht besonders lag.

### Darsteller
Während des Großteils der Operationsszenen wurde Worf nicht von Michael Dorn, sondern von seinem Double Al Foster dargestellt.

### Modelle
Für die Darstellung der USS Potemkin wurde eine Einstellung wiederverwendet, die bereits bei der Produktion des Pilotfilms Der Mächtige / Mission Farpoint gedreht, aber erstmals in Folge 2.01 (Das Kind) gezeigt worden war. Hierbei wurde auf das Modell der USS Excelsior zurückgegriffen, das ursprünglich für den Spielfilm Star Trek III: Auf der Suche nach Mr. Spock angefertigt worden war. Die gedrehte Einstellung wurde in mehreren Folgen von Raumschiff Enterprise – Das nächste Jahrhundert für die Darstellung verschiedener Schiffe der Excelsior-Klasse verwendet.

## Rezeption
Keith DeCandido bewertete Die Operation 2012 auf tor.com als eine durchschnittliche Folge von Raumschiff Enterprise – Das nächste Jahrhundert. Er fand die Figur Toby Russell zu plump gezeichnet. Worfs Operation fand er zu lang und letztlich zu wenig spannend, da dem Zuschauer eigentlich klar sein musste, dass Worf als Hauptfigur nicht sterben wird. Positiv hob er die Schauspielleistung von Jonathan Frakes und Gates McFadden hervor.